# Бокс (альбом)
«Бокс» — восьмой альбом группы «Ногу свело!». Записан в 1999 году, издан в 2000 году и переиздан в 2005 году с бонус-треком в новой обложке. Восьмой альбом группы стал первым опытом студийной работы за рубежом.

## История создания
Все треки альбома были записаны на тон-студии «Мосфильм», однако микс его был сделан продюсером Бригиттой Ангерхаузен на студии SKYLINE (Дюссельдорф). Этим можно объяснить совершенно новое звучание группы, которое музыканты считают уникальным по сей день.
Презентация альбома произошла 22 сентября 2000 года в клубе «Удар». Презентация была посвящена тематике Бокса, журналисты и приглашенные музыканты вызывались на ринг для участия в поединках.
Вторая страница буклета альбома содержит следующее послание покупателям:
Добрым Покупателям! 
 Бокс — это когда бьют по правилам. В боксе могут сделать больно и даже очень больно, но вероятнее всего не убьют, а максимум покалечат и оставят мучаться дальше. С уважением Максим, Игорь, Антон, Виктор.
В поддержку альбома было снято 3 видеоклипа.
Клип на песню «Последнее Танго» вышел в декабре 1999 года. Режиссёр Фёдор Торстенсен.
Клип на песню «Клязьма» был снят в ноябре 1999 года, презентация проходила в Биологическом музее имени К. А. Тимирязева 16 февраля 2000 года.
Режиссёр Вадим Головня. 3D-графика Денис Фомин
Клип на песню «7 Планет» был снят и выпущен в 2000 году. Режиссёр Вадим Головня.
По-мнению саунд-продюсера альбома Бригитты Ангерхаузен, при записи альбома группа стремилась изменить своё звучание. Сделать его более мощным и тяжелым. Бригитта описывает получившееся звучание как более тяжелое, при этом сохранившее мягкость мелодического рисунка («creating a harder sound with guitars and keyboards, yet a relatively „soft“ material as far as composition is concerned»).

## Список композиций
1. Черви [3:17]
2. Клязьма [3:38][6]
3. (Белые) каллы [3:15]
4. Семь планет [3:25][6]
5. Последнее танго [4:05][6]
6. Мясной отдел [1:36]
7. (Больные) роботы [3:37]
8. (Печальная) Лариса [4:24]
9. Кровавые мальчики [4:12]
10. Измажемся [4:01]
11. Часики [3:48]
12. Клязьма (Remake) [4:15][7]

## Участники
- «Ногу свело!»: аранжировка
- Максим Покровский: вокал, бас-гитара, музыка, слова
- Антон Якомульский: барабаны, перкуссия
- Игорь Лапухин: гитара
- Виктор Медведев: клавишные инструменты
- Максим Лихачев: тромбон (5, 7)
- Александр Дитковский: труба (5, 7)
- Максим Щавлев: звукоинженер
- Андрей Пастернак: звукорежиссёр (12)
- Бригитта Ангерхаузен: саунд-продюсер (Студия «Skyline», Дюссельдорф, Германия)[5]
- Вадим Хавезон: продюсер
- Виталий Плугарёв: сопродюсер
- Александр Косинов: техник
- Александр Литвиненко: техник
- Денис Верещагин: водитель

## Переиздание
В 2005 году «Квадро-Диск» выпустило переиздание альбома с новой обложкой. В качестве бонус-трека была добавлена «Колыбельная песня (концерт в клубе „16 тонн“)» (в первоначальном варианте эта песня включена в альбом «В темноте»).